# Szikla-forrás
A Szikla-forrás a Bükk-vidék és egyben Magyarország egyik leglátványosabb természeti csodája és a Szalajka-patak egyik fő táplálója.

## Leírása
A Szilvásvárad melletti Szalajka-völgyben található. Száraz időszakban (mint amilyen a 2007-es esztendő is volt) ettől a ponttól kiegyenlítettebb vízhozamú a patak. A forrás nemcsak a függőleges dőlésű sziklafalból kicsobogó vízesésre korlátozódik, hanem a hegybe vágott vízműtárolón keresztül is, illetve a tóban található szikla körül is áramlik ki a víz a rendszerből. A felszálló jellegű forrás az Ablakoskővölgyi és a Bükkfennsíki Mészkő Formáció határán tör fel, az előbbi kőzetréteg által visszaduzzasztva, a függőleges szálirányú mészkőszirtből. A vízrendszere részben közös a feljebb fakadó Szalajka-forráséval, amelyet víznyomjelzések is igazoltak.
Vízgyűjtő területe mintegy 4–6 km². Vízhozama egyes irodalmak szerint 0 és 10 000 liter/perc között váltakozik, mások szerint 1200 liter a legkisebb vízmennyiség, ami a forrásrendszert elhagyja (ami elképzelhető a környező szökevényforrások állapotából, amelyek aktívak lehetnek a barlangforrás elapadása után is).

## Külső hivatkozás
- Baráz Csaba: A Víz világnapja – március 22.